# Лункаші
Лункаші (рум. Luncași) — село у повіті Ясси в Румунії. Входить до складу комуни Хелеучешть.
Село розташоване на відстані 302 км на північ від Бухареста, 59 км на захід від Ясс.

## Населення
За даними перепису населення 2002 року у селі проживали 979 осіб, усі — румуни. Усі жителі села рідною мовою назвали румунську.